# Bittagodanahalli, Arkalgud
Bittagodanahalli là một làng thuộc tehsil Arkalgud, huyện Hassan, bang Karnataka, Ấn Độ.